# Franz Josef Bach
Franz Josef Bach (* 4. Februar 1917 in Neuß; † 3. August 2001 in Aachen) war ein deutscher Ingenieur, Diplomat und Politiker (CDU).

## Leben und Beruf
Nach dem Abitur 1938 studierte Bach Maschinenbau und Volkswirtschaft. Er beendete das Studium 1942 mit dem Examen zum Diplom-Ingenieur, war anschließend bis 1945 als wissenschaftlicher Assistent am Aerodynamischen Institut der Technischen Universität Aachen (Fachgebiet Gasdynamik) tätig. 1947 wurde er mit der Arbeit Druckverteilungsmessungen an Geschossen zum Dr.-Ing. promoviert.
Nach dem Zweiten Weltkrieg war Bach Betriebsleiter und Wirtschaftsredakteur bei der Aachener Volkszeitung. Er studierte seit 1949 Politische Wissenschaften an der University of Virginia in Charlottesville, besuchte 1950/51 die Diplomatenschule in Speyer und trat 1951 in den Auswärtigen Dienst ein. Von 1951 bis 1954 war er Legationssekretär und Gesandtschaftsrat in Sydney und von 1954 bis 1957 Gesandtschaftsrat in Washington. Er wurde 1957 Leiter des Kabinettsreferats für das Auswärtige Amt im Bundeskanzleramt, 1958 zum Ministerialrat ernannt und war seit 1959 persönlicher Referent von Bundeskanzler Konrad Adenauer. Über eine Schweizer Firma war Bach als bezahlter Lobbyist der US-amerikanischen Rüstungsfirma Northrop Corporation tätig. Er empfahl deren Rüstungsprodukte an einflussreiche Mitglieder europäischer Regierungen, verschwieg dabei allerdings, dass er von Northrop dafür bezahlt wurde.
Bach war von 1961 bis 1964 Generalkonsul in Hongkong und von August 1964 bis Juli 1968 als Nachfolger von Reinhold von Ungern-Sternberg deutscher Botschafter im Iran.

## Abgeordneter
Bach, der Mitglied der CDU war, gehörte von 1969 bis 1972 dem Deutschen Bundestag an. Er vertrat den Wahlkreis Aachen-Stadt im Parlament.